# Sông Bồng Miêu
Sông Bồng Miêu là một phụ lưu hợp thành của sông Tiên, chảy ở tỉnh Quảng Nam, Việt Nam.
Sông Bồng Miêu thuộc trong hệ thống sông Vu Gia - Thu Bồn . Sông bắt nguồn từ vùng núi phía đông xã Trà Kót 15°20′44″B 108°26′51″Đ / 15,345612°B 108,447547°Đ huyện Bắc Trà My. Sông chảy hướng tây bắc qua các huyện Phú Ninh và Tiên Phước, đổ vào sông Tiên ở phía nam thị trấn Tiên Kỳ 15°28′38″B 108°19′04″Đ / 15,477202°B 108,317778°Đ.
Bản "Danh mục lưu vực sông nội tỉnh" coi sông Bồng Miêu là dòng thượng nguồn của sông Tiên.